# Yakudza
Yakudza is een geslacht van vlinders uit de familie van de Houtboorders (Cossidae). De wetenschappelijke naam en de beschrijving van dit geslacht zijn voor het eerst gepubliceerd in 2006 door Roman Viktorovitsj Jakovlev.
Dit geslacht is monotypisch, dat wil zeggen dat het maar één soort heeft namelijk Yakudza vicarius (Walker, 1865) uit China en Japan.